# Mazaeras macasia
Mazaeras macasia är en fjärilsart som beskrevs av William Schaus 1924. Mazaeras macasia ingår i släktet Mazaeras och familjen björnspinnare. Inga underarter finns listade i Catalogue of Life.